# Parc provincial de Vargas Island
Le parc provincial de Vargas Island (Vargas Island Park) est un parc provincial en Colombie-Britannique, au Canada, comprenant la côte ouest de l'île du même nom, qui est située à l'ouest de l'île Meares et au nord-ouest du village de Tofino dans la région de la baie Clayoquot sur la côté ouest de l'île de Vancouver.
Le parc a été créé le 13 juillet 1995 par la Park Amendment Act 1995 dans le cadre de la Clayoquot Sound Land Use Decision. Il fait une superficie de 58,05 km2 (5 805 ha), 15,43 km2 (1 543 ha) étant terrestres et 42,62 km2 (4 262 ha) étant maritimes. Au nord de l'île Vargas, on trouve le parc provincial d'Epper Passage. Le parc est incorporé dans la réserve de biosphère de Clayoquot Sound.

## Annexe
- (en) Forest Service British Colombia, Clayoquot Sound Land Use Decision : Background Report, avril 1993, 15 p. (lire en ligne [PDF]).